# مقاطعة كلارك (ويسكونسن)
مقاطعة كلارك (بالإنجليزية: Clark County, Wisconsin)‏ هي إحدى مقاطعات ولاية ويسكونسن في الولايات المتحدة. تأسست سنة 1853، وتبلغ مساحتها 1,219 ميل مربع (3,160 كـم2)، بلغ عدد سكانها 34690 نسمة في عام 2010 حسب إحصاء مكتب تعداد الولايات المتحدة .

## وصلات خارجية
- الموقع الرسمي
- United States Counties